# نادي بورتش لكرة اليد
نادي بورتش لكرة اليد هو نادي كرة يد في كرواتيا تأسس في 20 يونيو 1968. يلعب في الدوري الكرواتي لكرة اليد. تبلغ سعة ملعبه 1000 متفرجا.